# Dyniska (gromada)
Dyniska – dawna gromada, czyli najmniejsza jednostka podziału terytorialnego Polskiej Rzeczypospolitej Ludowej w latach 1954–1972.
Gromady, z gromadzkimi radami narodowymi (GRN) jako organami władzy najniższego stopnia na wsi, funkcjonowały od reformy reorganizującej administrację wiejską przeprowadzonej jesienią 1954 do momentu ich zniesienia z dniem 1 stycznia 1973, tym samym wypierając organizację gminną w latach 1954–1972.
Gromadę Dyniska z siedzibą GRN w Dyniskach utworzono – jako jedną z 8759 gromad na obszarze Polski – w powiecie tomaszowskim w woj. lubelskim na mocy uchwały nr 16 WRN w Lublinie z dnia 5 października 1954. W skład jednostki weszły obszary dotychczasowych gromad Dyniska i Hubinek ze zniesionej gminy Ulhówek, obszar dotychczasowej gromady Szlatyn ze zniesionej gminy Jarczów oraz obszar dotychczasowej gromady Myślatyn ze zniesionej gminy Machnów w tymże powiecie. Dla gromady ustalono 10 członków gromadzkiej rady narodowej.
1 stycznia 1960 gromadę zniesiono, włączając jej obszar do gromad Ulhówek (wieś i kol. Nr 1 i 2 Dyniska, kol. Jędrzejówka, kol. Magdalenka, kol. Ulików, kol. Dębina, wieś i kol. Hubinek, kol. Myślatyn oraz gospodarstwa Magdalenka i Dębina kol.) i Jarczów (wieś Szlatyn) w tymże powiecie.